# Tejas New Instructions
Le TNI o Tejas New Instructions sono un set di istruzioni SIMD che avrebbero dovuto essere implementate all'interno del processore Intel Pentium 4 basato su core Tejas, ma che a causa della cessazione dello sviluppo di tale CPU nel maggio 2004 sono "rimaste nel cassetto" di Intel.
Le informazioni rilasciate da Intel riguardo a questo set di istruzioni sono molto scarse, ma tenendo presente che il set precedente, introdotto dal predecessore di Tejas, Prescott, e chiamato inizialmente "Prescott New Instruction" (PNI) è poi diventato il set SSE3, è possibile che le nuove TNI dovessero essere quelle che poi sono diventate le SSE4 (o almeno una loro versione embrionale), ma a questo proposito Intel non ha mai fatto dichiarazioni ufficiali e, sebbene plausibile, non ci sono prove certe di correlazione tra questo set di istruzioni e quello arrivato poi sul mercato tra il 2007 e il 2008 con i primi prodotti a 45 nm della casa, basati sui core Penryn, Yorkfield e Wolfdale.
Alcune indicazioni preliminari, le uniche praticamente dato lo stop del progetto Tejas, indicavano questo set come formato da 8 nuove istruzioni studiate per il riconoscimento vocale avanzato, multi-threading e il supporto Dolby Digital (Azalia).
Le istruzioni SSE4 sono in realtà 54 e non è chiaro se tra queste sono comprese anche le 8 previste dalle TNI. Dato che il nuovo set è arrivato sul mercato più di 3 anni dopo quello previsto per il progetto Tejas, è probabile che comprenda una completa rivisitazione delle istruzioni originarie, in modo da migliorare ulteriormente le prestazioni negli ambiti di utilizzo per i quali le TNI erano state pensate.